# Mario Kart: Super Circuit
Mario Kart: Super Circuit, connu sous le nom de Mario Kart Advance (マリオカートアドバンス, Mario Kāto Adobansu) au Japon, est l'épisode Game Boy Advance de la franchise Mario Kart sorti en 2001, qui met en scène des courses de karting dans l'univers de Super Mario.
Le jeu utilise le mode 7 (déjà vu dans Super Mario Kart sur Super Nintendo) qui est en fait de la semi-3D. Le jeu s'est vendu à 5,94 millions d'unités dans le monde. Le jeu présente aussi deux autres similitudes majeures avec Super Mario Kart : le retour des pièces et de la totalité des circuits du premier opus.
Le jeu est réédité sur la console virtuelle de la Nintendo 3DS en 2011, puis sur la console virtuelle de la Wii U en 2015 et sur le Nintendo Switch Online en 2023.

## Univers

### Personnages
Le jeu compte un total de huit personnages jouables répartis sur trois catégories de poids : les personnages légers sont plus rapides, mais se font facilement éjecter de la piste (Toad, Peach et Yoshi), les personnages moyens vont à une vitesse standard et sont moyennement lourds (Mario et Luigi) et les personnages lourds sont plus lents, mais ont la meilleure tenue de route (Bowser, Donkey Kong et Wario).
Dans le mode multijoueur à une cartouche, le joueur 1 joue en Yoshi vert, le joueur 2 joue en tant que Yoshi rouge, le joueur 3 en Yoshi bleu-ciel et le joueur 4 en Yoshi jaune. Ces personnages (sauf le Yoshi vert) sont exclusifs à ce mode et ont les mêmes statistiques que le Yoshi vert.
Dans la sélection des personnages, il existe une fonction aléatoire. Dans ce cas, le jeu choisit automatiquement le personnage que va contrôler le joueur durant les prochaines courses.

### Circuits et arènes
Le jeu est composé de quarante circuits répartis sur dix coupes différentes. Les circuits contenus dans le mode GP Super Circuit Tracks sont inédits à cet opus, tandis que les circuits du mode GP Extra Tracks proviennent de Super Mario Kart.
De plus, quatre arènes différentes sont disponibles : la première est carrée et fermée avec huit obstacles en forme d'angle, la deuxième, située dans le château de Bowser, possède quatre tremplins centraux ainsi que de la lave autour, la troisième est similaire à la première arène mais avec seulement quatre obstacles et une zone sableuse au centre, et la dernière, située dans le désert, contient une mare centrale et quatre mares situées autour de la première ainsi que deux obstacles à chaque extrémités pour se protéger des objets de l'adversaire.
Bien que le jeu ne possède pas de traduction française officielle, certains circuits ont été repris dans des opus ultérieurs traduits en français. Pour les circuits n'ayant pas été repris, les noms utilisés sont ceux présents dans la traduction du manuel officiel.
| GP Super Circuit Tracks | GP Super Circuit Tracks | GP Super Circuit Tracks | GP Super Circuit Tracks | GP Super Circuit Tracks |
| Coupe Champignon        | Coupe Fleur             | Coupe Éclair            | Coupe Étoile            | Coupe Spéciale          |
| ----------------------- | ----------------------- | ----------------------- | ----------------------- | ----------------------- |
| Circuit Peach           | Circuit Mario           | Circuit Luigi           | Pays neigeux            | Lakeside Parc           |
| Plage Maskass           | Lac Boo                 | Jardin volant           | Route Ruban             | Jetée cassée            |
| Riverside Parc          | Pays Fromage            | Île Cheep Cheep         | Désert Yoshi            | Château de Bowser 4     |
| Château de Bowser 1     | Château de Bowser 2     | Pays Crépuscule         | Château de Bowser 3     | Route Arc-en-ciel       |
| GP Extra Tracks         |                         |                         |                         |                         |
| Coupe Champignon        | Coupe Fleur             | Coupe Éclair            | Coupe Étoile            | Coupe Spéciale          |
| Circuit Mario 1         | Circuit Mario 2         | Château de Bowser 2     | Lac Vanille 1           | Plage Koopa 2           |
| Plaine Donut 1          | Île Choco 1             | Circuit Mario 3         | Château de Bowser 3     | Vallée Fantôme 3        |
| Vallée Fantôme 1        | Vallée Fantôme 2        | Plage Koopa 1           | Circuit Mario 4         | Lac Vanille 2           |
| Château de Bowser 1     | Plaine Donut 2          | Île Choco 2             | Plaine Donut 3          | Route Arc-en-ciel       |
| Arènes                  |                         |                         |                         |                         |
| Arène Bataille 1        | Arène Bataille 2        | Arène Bataille 3        | Arène Bataille 4        |                         |

Enfin, certains circuits et certaines arènes ont été revisités dans des épisodes postérieurs de la série en tant que circuits et arènes « rétros » :
- Dans Mario Kart DS : les circuits Circuit Peach, Château de Bowser 2, Circuit Luigi et Jardin volant.
- Dans Mario Kart Wii : l'arène Arène Bataille 3 et les circuits Plage Maskass et Château de Bowser 3.
- Dans Mario Kart 7 : le circuit Château de Bowser 1 et l'arène Arène Bataille 1.
- Dans Mario Kart 8 : les circuits Circuit Mario, ainsi que Pays Fromage et Route Ruban en contenu additionnel.
- Dans Mario Kart 8 Deluxe : les circuits Circuit Mario, Pays Fromage et Route Ruban, ainsi que Riverside Parc, Lac Boo, Jardin volant, Pays Crépuscule et Pays neigeux en contenu additionnel.
- Dans Mario Kart Tour : l'arène Arène Bataille 1 et les circuits Circuit Peach, Riverside Parc, Château de Bowser 1, Lac Boo, Château de Bowser 2, Circuit Luigi, Jardin volant, Île Cheep Cheep, Pays Crépuscule, Pays neigeux, Désert Yoshi, Château de Bowser 3, Lakeside Parc et  Château de Bowser 4.

## Système de jeu

### Généralités
Dans Mario Kart: Super Circuit, le joueur doit franchir la ligne d'arrivée en premier le plus rapidement possible. Sept autres concurrents disputent la course avec le joueur en conduisant des karts. Les courses se déroulent dans des circuits basés sur l'univers de Mario. Des boîtes à objets, représentées par des cubes marqués d'un point d'interrogation, sont placées à différents endroits sur chaque circuit. Les objets obtenus permettent aux joueurs de ralentir ses concurrents, de se protéger ou d’accélérer. Il y a aussi de nombreuses pièces éparpillées sur chaque circuit qui augmentent la vitesse du kart. De plus, le jeu présente une spécificité qu'il ne partage avec aucun autre opus : les indications de route. Ces indications consistent à prévenir le joueur des virages à prendre sous forme de panneaux, affichés sur le centre-haut de l'écran. Lorsqu'un saut est proche, le joueur est prévenu par un point d'exclamation.

### Modes de jeu
Il y a plusieurs modes de jeu dans cet opus.
Grand Prix : Dans ce mode, le joueur affronte sept adversaires, contrôlés par l'ordinateur, dans une liste de courses prédéfinie affichée plus bas. La difficulté est déterminée par le nombre de "cc" (50cc : simple ; 100cc : intermédiaire ; 150cc : difficile). Le joueur doit terminer au minimum à la quatrième place, sans quoi il perdra une vie. La partie se termine lorsque le joueur perd ses trois vies. Une fois la coupe finie, une cérémonie récompense les participants avec un trophée en or, en argent ou en bronze. Un rang sera alors attribué à la performance du joueur, rang allant de rang E à rang trois étoiles.
Contre-la-montre : Dans ce mode, le joueur, muni de trois champignons, doit terminer une course de son choix le plus rapidement possible. Une fois le circuit fini, vous pouvez sauvegarder votre fantôme. Cependant, vous ne pourrez pas sauvegarder votre fantôme si vous avez modifier le décor (comme par exemple déchirer un tipi dans Pays Crépuscule) ou si vous prenez trop de temps pour finir ce circuit. Cinq temps sont prédéfinis sur chaque course, visibles sur l'écran de sélection.
Course Rapide : Jouable seulement en mode un joueur, celui-ci définit ses propres règles et choisit la course de son choix.
Course VS : Jouable seulement en mode multijoueur, chaque joueur incarne un Yoshi d'une couleur différente et joue sur un circuit choisi par les joueurs.
Bataille : Le principe du mode bataille est le même que dans les précédents épisodes : les joueurs doivent crever tous les ballons de leurs adversaires en essayant également de garder les leurs. Pour crever les ballons des autres, les joueurs doivent utiliser les divers objets éparpillés sur l'arène. Les batailles ne peuvent être jouées qu'avec d'autres joueurs humains et non avec des personnages contrôlés par l'ordinateur.

## Développement
- Réalisateur : Takeshi Ando, Yukio Morimoto
- Superviseur : Hiroyuki Kimura, Tadashi Sugiyama, Hideki Konno, Takashi Tezuka
- Programmeurs : Kenji Matsumoto, Tadashi Sugiyama, Hideki Konno, Takashi Tezuka, Koji Kondo
- Graphic Designers : Hiroshi Tanigawa, Naoko Mori, Fumiaki Tanimura, Chika Yamamoto, Ayumi Sasaki, Rumiko Matsumoto
- Son : Kenichi Nishimaki, Masanobu Matsunaga, Minako Hamano, Kenji Miki
- Programmer Support : Osamu Yamauchi, Tatsuya Matsumoto, Masahiro Oku, Masakazu Umehara
- Graphic Designer Support : Gou Matsuda, Yumiko Morisada
- Support sonore : Kenji Yamamoto
- Support Technique : Yoshito Yasuda
- Support Artistique : Atsushi Tejima, Wataru Yamaguchi, Yoshitomo Kitamura
- Localisation : Bill Trimen, Nathan Bihldorff
- Leader Tester : Randy Shoemake
- Localization Management : Leslie Swan, Jeff Miller
- Remerciements Spéciaux : Minoru Arakawa, Manabu "Mike" Fukuda, Kozo Ikuno, Toshiyuki Nakamura, Yusuke Kitanishi, Kenji Nakajima, Toru Narihiro, Kenji Imai, Yumi Nagai, Kenji Yamada, Masahiro Higuchi, Toshihiro Nishii, Genji Kubota, Motomu Chikaraishi, Koichi Kishi, Kaoru Kita, Naohiko Aoyama, Junya Kadono, Kyoko Kasuga, Junko Yoshikawa, Shoici Kanehisa, Yoko Hyodo, Noritaka Misawa, Taishi Senda, Original Super Mario Kart Staff, Super Mario Club
- Project Management : Toshio Sengoku
- Progress Management : Ryoichi Kitanishi
- Producteurs : Shigeru Miyamoto, Kenji Miki
- Producteur exécutif : Hiroshi Yamauchi

## Accueil

### Critiques
Metacritic accorde la note de 93/100. Basée sur 24 critiques, cette note est la meilleure accordée par le site anglophone concernant la série Mario Kart. GameRankings donna une moyenne de 91,54 %, considérant le jeu comme second meilleur jeu de la série après Super Mario Kart. Basée sur 39 avis, cette note emmène le jeu à la cinquième place des meilleurs jeux de la Game Boy Advance. Nintendo Life attribue une note de 7/10 au jeu. Les sites Pocket Gamer UK, HonestGamers et Mygamer attribuent la note de 9/10. AceGamez donne la note de 8/10 tandis que Nintendo Power offrit à l'opus la note de 4.5/10. Cubet3 donne la note de 9,7/10, note légèrement supérieur à celle de Gaming Target, site qui lui attribue un total de 9,1/10. Quant aux sites Videogameslife et DS Central, ils attribuent la note maximale de 5/5.

### Ventes
Mario Kart: Super Circuit a connu un petit succès et s'est vendu à 5,9 millions d'exemplaires dans le monde. Cela en fait le jeu le moins vendu de la série. Au Japon, le troisième opus de la série n'atteint pas les 1 million d'exemplaires et finit ses ventes aux alentours de 990 000 exemplaires vendus. En Amérique du Nord, le jeu s'est vendu à 2,62 millions d'exemplaires : c'est ici que Mario Kart: Super Circuit sera le plus vendu. En Europe, le jeu obtient un total de 1,64 million d'exemplaires vendus. Environ 230 000 autres cartouches sont vendues dans le reste du monde.